# SEAT 1400
El SEAT 1400, también denominado con anagramas (mil cuatrocientos) fue un automóvil de turismo  producido bajo licencia Fiat entre 1953 y 1964. Fue el primer vehículo ensamblado por la marca en Barcelona, interviniendo en su producción parte de la plantilla de la antigua Hispano Suiza recolocada en la nueva SEAT.
El SEAT 1400 era idéntico al Fiat 1400/1900 (tipo 101) de 1950, el primer modelo con carrocería monocasco construido por la marca italiana, y presentaba una carrocería tipo "Pontón" con líneas redondeadas, inspiradas en las de los automóviles americanos de la época. Las versiones sucesivas del mismo fueron: 1400, 1400 A, 1400 B, y 1400 C. Los 1400 tenían una carrocería tipo berlina, pero también se presentaron versiones familiares (5 puertas), acristaladas o cerradas (furgoneta), alargadas (limusina), ambulancias, fúnebres, y la descapotable Sport Spider (diseñada por el carrocero catalán Pedro Serra).

## Versiones

### 1400
El 1400 solo se fabricó durante un año, desde mayo de 1953 hasta mayo de 1954. Esta carrocería al principio no presentaba una gran cantidad de cromados, que fueron incrementándose en número y tamaño según pasaban los años y las versiones. También contó en opcional con versiones con el techo negro, rojo o blanco.
Al estar solo un año en la línea de producción, las unidades fabricadas fueron muy escasas, unas 2114. El motor era un 4 cilindros en línea de 1.395 cc refrigerado por agua, el cual desarrollaba 44 CV, lo que le permitía a esta primera versión alcanzar una velocidad punta de 120 km/h.  

### 1400 A
En 1954 apareció el SEAT 1400 A, tras la presentación del Fiat 1400 A. La velocidad punta de este automóvil aumentó hasta los 125 km/h y la potencia hasta los 50 CV. En esta versión se añadieron más cromados, fueron sustituidos los grupos ópticos de la parte trasera y fue agrandada la luneta posterior, entre otras modificaciones. Entre 1954 y 1960 fueron producidas 30.990 unidades del SEAT 1400 A.

### 1400 B y 1400 B Especial

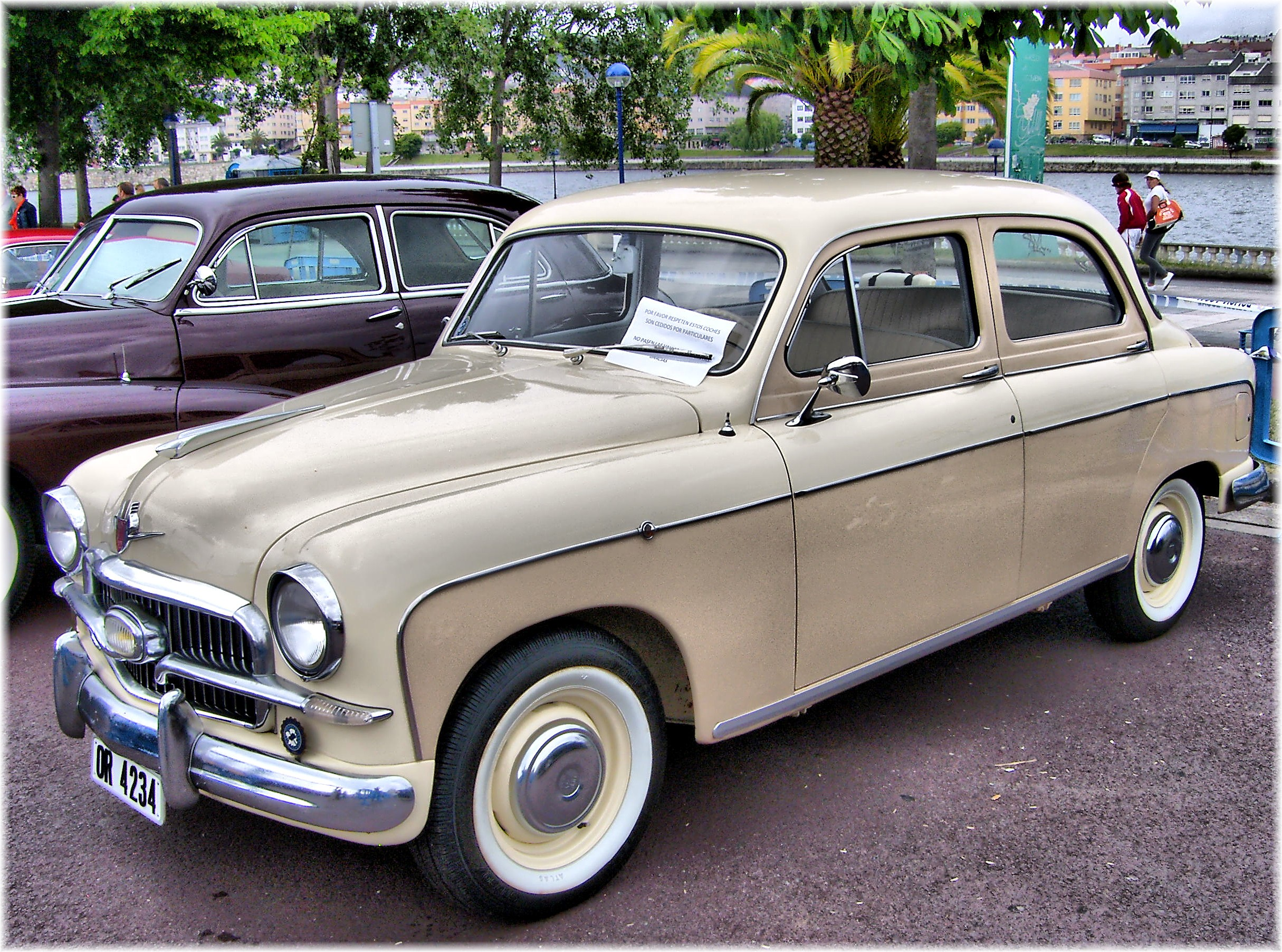
SEAT 1400 B

El SEAT 1400 B apareció en diciembre del año 1956. Tenía un diseño más similar al de los automóviles americanos y algunos cromados más que su antecesor. También le fueron incorporados unos neumáticos de banda blanca y una luneta panorámica trasera, aparte del característico faro de niebla central en la calandra.
A partir de 1958, el 1400 B Especial, última variante del SEAT 1400 fabricada con la carrocería inicial, experimentó otro nuevo aumento de potencia hasta alcanzar los 58 CV al adoptar, por fin, el propulsor del Fiat 1400B original, permitiéndole ahora desarrollar los 135 km/h. También se adoptó el cuadro de instrumentos de dicho coche, con el velocímetro de cinta horizontal, que le valió el sobrenombre popular de «Mercurio» (por el parecido con la barra de lectura de los termómetros). Entre 1956 y 1959, fueron producidas 17.053 unidades del 1400 B y el 1400 B Especial. En opcional contaba con pintura bicolor en diferentes combinaciones, dándole un aspecto más llamativo y a la vez elegante. 

### 1400 C

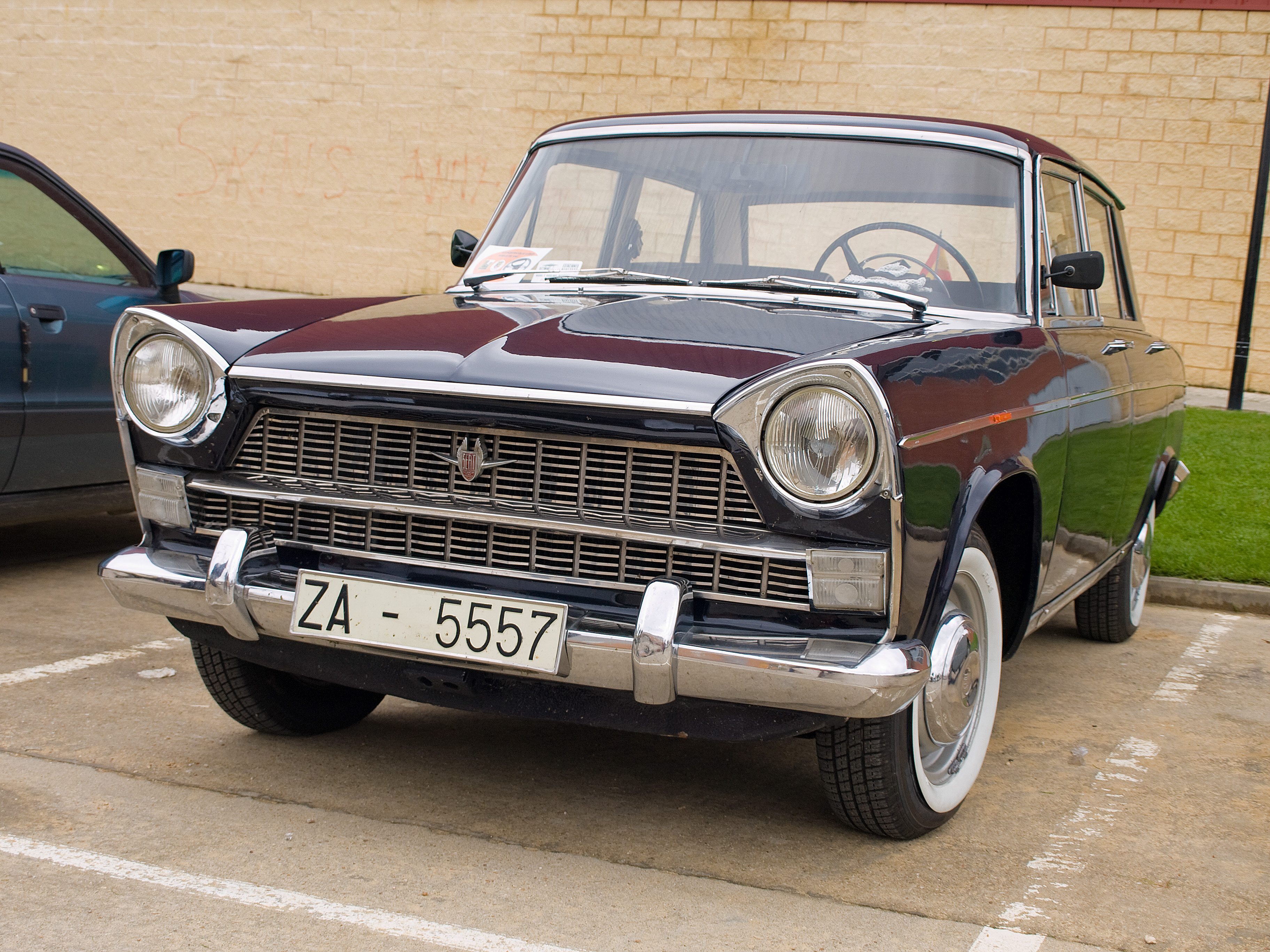
SEAT 1400 C

El SEAT 1400 C fue comercializado desde su introducción en 1960 hasta 1964 tras una corta convivencia con su sucesor, el SEAT 1500. Pese a compartir denominación con los SEAT 1400 A y B, el 1400 C pertenecía a la familia de los Fiat 1800/2100, sucesores de los Fiat 1400/1900 en los que se basaban aquellos.
Ante el cese de fabricación en Italia del tipo 101 —Fiat 1400 y 1900— para ser sustituidos por el nuevo tipo 112 —Fiat 1800 y 2100—, Fiat desarrolló para SEAT una variante de cuatro cilindros específica del nuevo tipo 112 como parte del acuerdo de fabricación. Esta variante utilizó el mayor número posible de componentes ya en producción en la factoría de Barcelona, por lo que utilizaba todo el conjunto delantero del antiguo 101 adaptado al nuevo chasis. El puente delantero mantuvo la suspensión por muelles del 1400 B sobre el que se incorporó inicialmente el motor de cuatro cilindros 101A del Fiat 1400 B Especial, junto con una transmisión adaptada y un puente trasero simplificado con freno a la transmisión, siendo la primera versión de cuatro cilindros sobre esta carrocería. Pese a ser un modelo completamente nuevo, se mantuvo la denominación 1400 referente a la cilindrada, con el apellido «C» en congruencia con las series anteriores. 
A semejanza de Fiat con el 1500 L un año antes, SEAT le incorporó en 1963 el motor de 1481 cc, procedente del nuevo Fiat 1300/1500 a su propia variante. Esto, junto con una discreta serie de mejoras, supuso el cambio de denominación a «SEAT 1500», en alusión a la nueva mecánica.
Su línea «americana», obra del ingeniero Dante Giacosa, abandonaba las líneas pontón del Fiat/SEAT 1400 A/B en favor de la tendencia de diseño italiano de final de los 50 puesta en boga con el experimental Lancia Florida de 1955 carrozado por Pininfarina y su versión de producción, el  Lancia Flaminia (Pininfarina, Turín 1957), resultando muy similar al reciente Alfa Romeo 2000 (Carrozzería Touring, Milán, 1957).
El motor rendía ya un 25% más de potencia que en el 1400 original y en su momento no estaba tan inframotorizado como pudiera parecer desde una perspectiva actual, pues la potencia era incluso más elevada que la de modelos europeos similares como el Opel Rekord 1500 (50 CV DIN) o el Ford Taunus 17 M (55 CV DIN). Comenzó a venderse en febrero de 1960 a un precio de 160.000 pts (con cierto retraso sobre las previsiones por la llegada tardía de piezas desde Italia) y en total, fueron producidas 47.284 unidades del SEAT 1400 C, sumándole aparte las (1.602 unidades de la versión familiar).

## Mecánica

### Motor
Cuatro cilindros, 1395 cm³, 82 x 66 mm, 44 CV / 50 CV/ 58 CV, Un carburador Solex / Weber 36 DAD1 con starter automático, solo en el modelo C. Los modelos A y B tenían el starter manual.

### Cambio
Cuatro velocidades con las tres más altas sincronizadas, y marcha atrás con palanca en la columna de dirección.

### Transmisión
Esquema Hotchkiss formada por dos ejes, el primero acoplado al cambio mediante junta flexible y apoyo en el extremo opuesto a un rodamiento de rodillos cilíndricos, el segundo acoplado al primero y al puente posterior mediante juntas cardan.

### Suspensión
Delantera, dobles triángulos formando paralelogramo deformable, muelles helicoidales como resorte, amortiguadores telescópicos hidráulicos de doble efecto y barra estabilizadora.
Trasera, eje rígido con ballestines en semicantilever haciendo de brazos de reacción y empuje, muelles heicoidales como resorte, amortiguadores hidráulicos telescópicos de doble efecto, doble barra de guiado del tren anclada al puente y sobre perfiles en L al chasis (barra panhard en el 1400 C), efecto antibalanceo proporcionado por las propias ballestas.

### Frenos
Hidráulicos de tambor en las cuatro ruedas, de mano actuando sobre la transmisión.

## Derivados

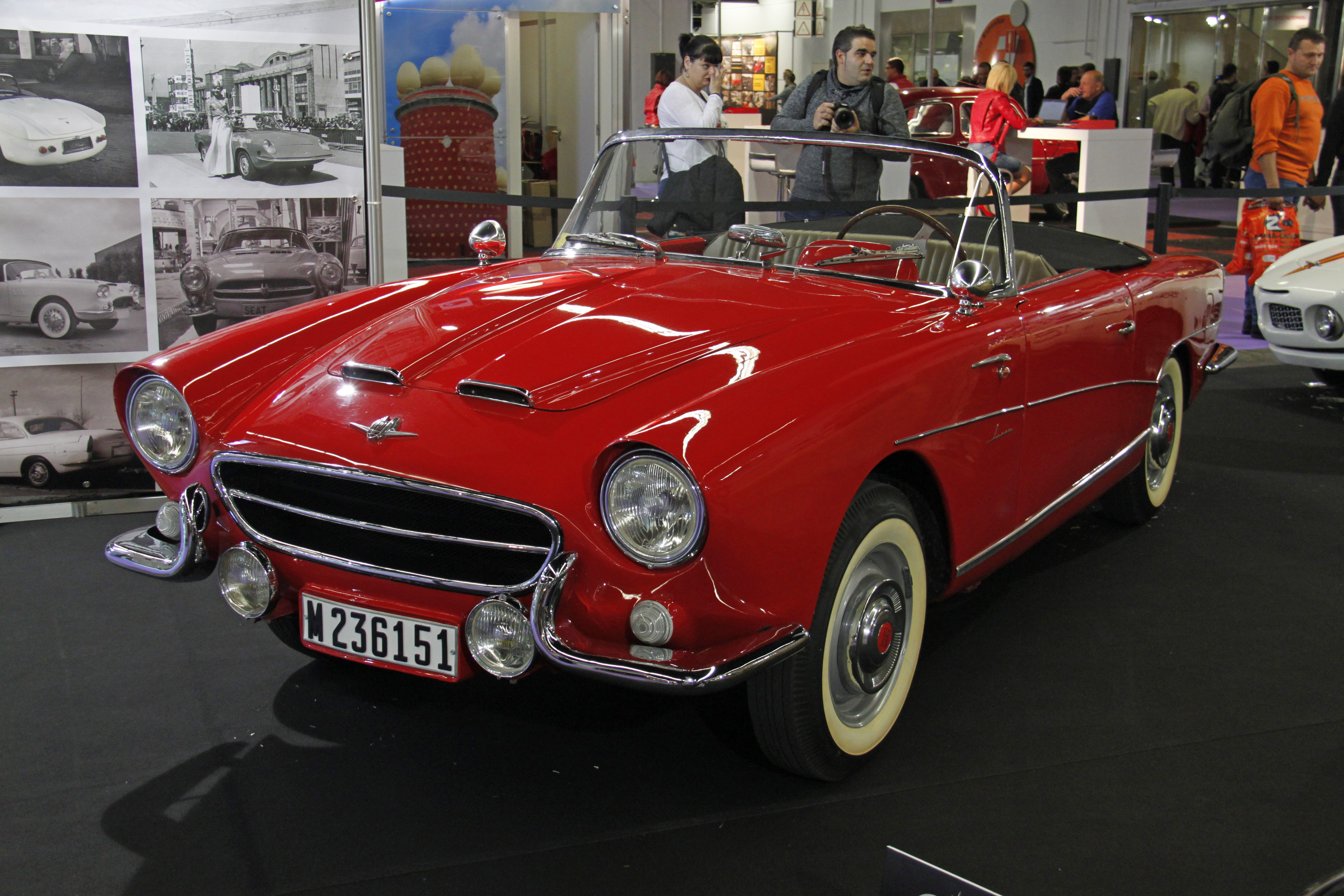
SEAT 1400 Sport descapotable carrozado por Serra

SEAT 1400 7 Plazas Descubierto: Se trataba de un 1400 B modificado, sin techo ni puertas, especial para visitas de SEAT. De este modelo solo se fabricaron 2 unidades.
Se derivaron diferentes carrocerías como la alargada, la furgoneta de tipo comercial (cerrada) y turismo (acristalada) y también adaptaciones para prestar servicios como taxi, ambulancias, policía o coches fúnebres. Algunos de estos derivados, mayoritariamente a los destinados para taxi, se les adaptaba motorizaciones diésel procedentes de Barreiros, las mecánicas eran denominadas como (EB-55, C14 y C24).
El carrocero y diseñador Pedro Serra realizó varios recarrozados o adaptaciones a partir de las tres versiones, sobre todo carrocerías descapotables, alguno de ellos realizado en fibra de vidrio.
Hubo un derivado con carrocería tipo furgón cerrado diseñado por el carrocero Hugas de Sant Adrià de Besòs denominado Furgón Hugas. Apareció en 1957 y se mantuvo en producción hasta 1960.

## Prototipos
- SEAT 1400 Sport (1959).
- SEAT 1400 Microbús (1957), Se mostró en la Feria de Muestras de Barcelona.
- SEAT 1400 A Spider (1957), Se muestra en la exposición de coches de Mobility City, en Zaragoza.